# Бонемильх, Иоганнес
Иоганнес Бонемильх (нем. Johannes Bonemilch) (* около 1434 Ласфе; † 17 октября 1510 Эрфурт) — профессор университета, викарный епископ города Эрфурта.

## Биография

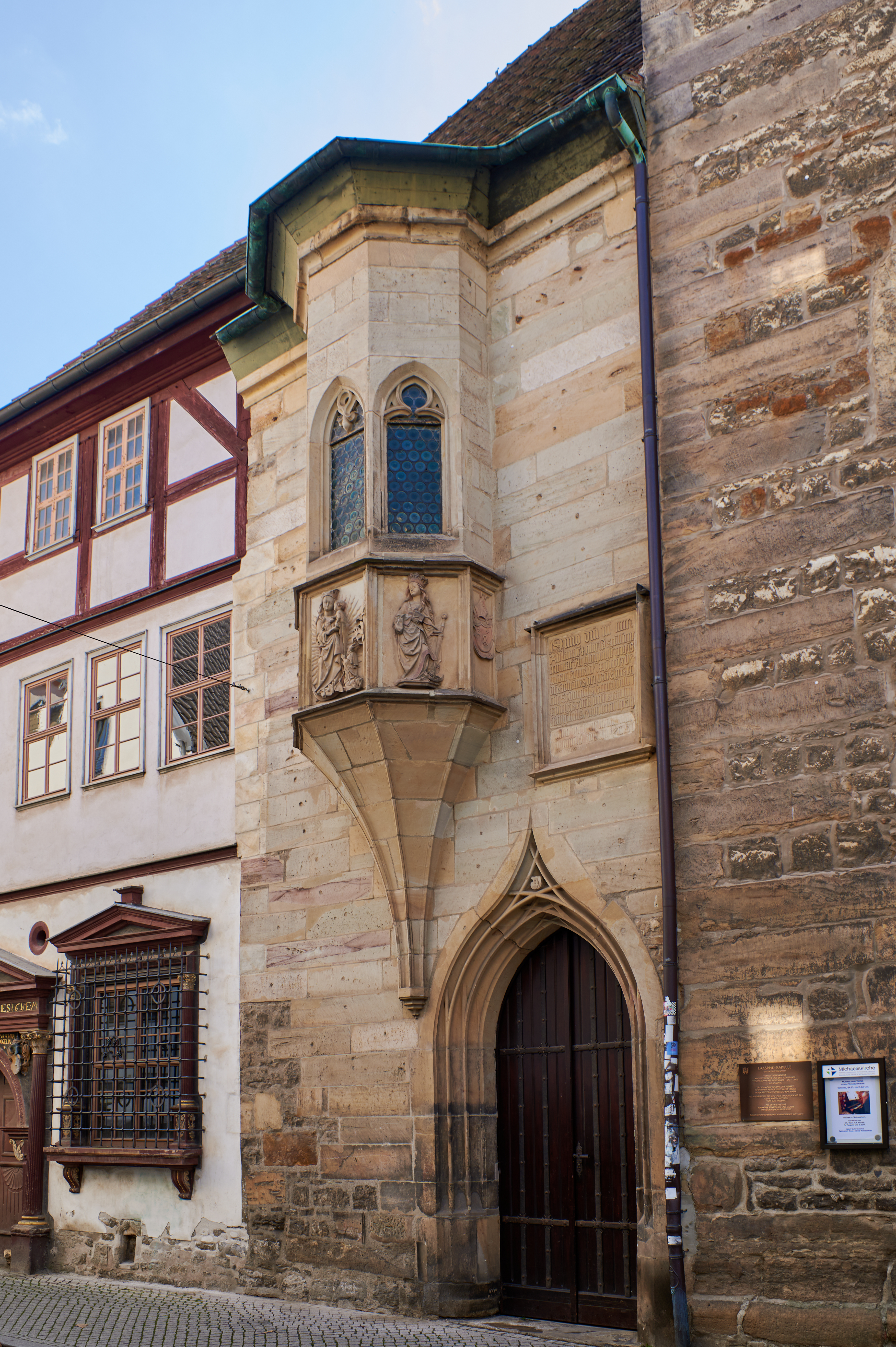
Часовня Троицы (также Ласфе) в Эрфурте, рядом с церковью Св. Михаила, основанная Бонемильхом

После 10 лет пасторской службы в Эkкельсхаузене в 1462 году Бонемильх поступил в Эрфуртский университет. Здесь в 1469 году он получил степень магистра искусства, а затем занялся изучением теологии.
После окончания учебы он стал приходским священником в церкви Святого Михаила в Эрфурте. Он также получил сан каноника в Мариенштифте и стал титулярным епископом Сидона в 1498 году. Рядом с церковью Св. Михаила Бонемильх основал часовню Троицы, ныне также называемую часовней Ласфе.
В зимнем семестре 1478/1479 года Бонемильх был деканом художественного факультета Эрфертского университета. В 1482 году он стал профессором философии, а в 1487 году получил докторскую степень. Бонемильх трижды избирался ректором Эрфуртского университета. С 1498 по 1508 год он нёс обязанности 19-го викарного епископом Эрфурта.
В 1507 году он помог молодому Гелиусу Эобану Гессу стать ректором коллегиальной школы при церкви Св. Севера. В том же году он рукоположил Мартина Лютера в священники в Эрфуртском соборе, вероятно, в Великую субботу.
Известны многочисленные освящения, совершенные им, такие как освящение колокола Глориозы (самого большого свободно качающегося средневекового колокола Европы, отлитого в 1497 году для Эрфуртского собора), капеллы Сальваторис в картезианском монастыре Эрфурта и хора монастырской церкви Капеллендорфа, а также хора церкви в Лютхорсте (ныне часть города Дассель). После освящения алтаря в госпитале Братьев общей жизни в Марбурге он уехал так поспешно, что не было выдано никакого свидетельства, и поэтому неизвестно, кому был освящён алтарь. Преемник Бонемильха, Пауль Хутенне, сделал это по просьбе Братства 11 октября 1514 года.
Епископ Бонемильх основал фонд своего имени, деньги которого позволили талантливым мальчикам из Виттгенштайна учиться в Эрфурте ещё долгое время после его смерти.
Когда в октябре 1510 года умер Бонемильх, университет искренне оплакивал потерю своего любимого декана и ректора, высокоуважаемого вспомогательного епископа, профессора теологии, каноника, генерального судьи и пастора церкви Св. Михаила. Бонемильх был похоронен в Эрфуртском соборе, где его могила сохранилась по сей день.

## Память
- В честь Бонемильха с февраля 2001 года небольшая улица в районе Эрфурта Брюлерфорштадт носит название Бонемильхштрассе.[3]
- С 15 мая 2011 года на родине Бонемильха в Бад-Ласфе его именем назван небольшой переулок «Бонемильхгессхен», который соединил церковную площадь у места, где находился его дом, с улицей Вальштрассе.[4][5][6]
- На доме в Бад-Ласфе, в котором родился Иоганнес Бонемильх, установлена мемориальная доска.[1]